# 市場里奈
市場 里奈（いちば りな、1995年12月30日 - ）は、日本のフリーアナウンサー。元テレビ新広島アナウンサー。大阪府出身。

## 略歴
幼少期に5年間サッカーを習っていた。水泳もしていた。
中学・高校の6年間、ソフトボール部に選手として所属し、打順は1番、守備はショートかセカンドの内野手で、盗塁成功率は90％だった。
関西大学在学中、『Miss Campus KANDAI2014』準グランプリ、『ミスユニバーシティ関西2015』ファイナリスト。
大学ではサークルでフットサルやハイキングをしていた。また2016年7月からはフリーアナウンサー・タレントとして発足間もないセント・フォース関西支部に所属していた。
2018年4月、テレビ新広島にアナウンサーとして入社。フジテレビ系列局の同期に、柴田美奈アナウンサー（東海テレビ放送）後間秋穂アナウンサー（沖縄テレビ放送）がいる。
初鳴きは、2018年5月19日放送『TSS カープがあれば元気になれる!全力応援祭』1時間特番での広島東洋カープ中村奨成選手に対談インタビュー。また、この日はTSSスポンサードゲームのヤクルト対カープ戦で、野間峻祥選手が逆転満塁ホームランを放ちカープが快勝した。
TSS衣笠梨代アナウンサーは市場を「何事にも一生懸命でキラキラと新しい風を運んでくれる」と評した。
元TSS木村仁美アナウンサーとはアナウンサー同期（2018年度）になる
2018年、尾道から出発し、しまなみ海道を向島、因島、生口島の半日コースサイクリングした。
2019年2月4日、TSSプライムニュースの初MCを務めた（衣笠アナウンサーがカープ日南キャンプ取材出張のため）。
2019年2月末、初のカープ沖縄キャンプ取材を行い、2020年2月、2021年2月と3年連続でカープ沖縄キャンプ取材を行った。
2019年2月放送『ここからっTSS!』での「アニメ サザエさん50周年スペシャル」の番宣で地毛でフグ田サザエの髪型にしてサザエに扮して出演。
2019年4月6日、広島東洋カープ vs 阪神タイガース（マツダスタジアム）で始球式を務めた。バッターは阪神近本光司選手、キャッチャーは會澤翼捕手、審判はスラィリー。この日のゲームは10対3でカープが快勝した。
2021年9月30日をもって結婚のためテレビ新広島を退職し、広島を離れた。退職後はジョイスタッフ所属のフリーアナウンサーとして東京で活動している。

## 人物
- ストレス解消法はバッティングセンターにいくこと[2]。
- カラオケでは山口百恵の曲を歌う[2]。
- RADWIMPS好きである[2]。
- ミステリー小説が大好き[16]。
- 錦川鉄道錦川清流線錦町駅で現役の鉄道車両の運転体験したことがある[17]。
- 2020年からゴルフを始めコースに出ている[18]。

## 出演

### 地上波
- よじごじDays（2021年12月27日 -、テレビ東京）  - 中継リポーター

### WOWOW
- 週刊テニスワールド（2022年4月 - ） - ナレーション
- テニス グランドスラム中継（2022年5月 - ） - 進行
- リーガダイジェスト!（2022年8月15日 - 2023年6月5日） - 進行
- エキサイトマッチ（2023年 - ） - 進行

### 過去の出演番組
セント・フォース関西時代
- おやかまっさん（KBS京都、2016年10月3日）

テレビ新広島時代
- TSS カープがあれば元気になれる!全力応援祭（2018年5月19日）
- TSSプライムニュース デイズ
- TSSプライムニュース ナイト
- TSSプライムニュース イブニング
- TSSプライムニュース（2019年2月4日-7日,2020年2月3日-）衣笠アナがカープ日南キャンプ取材出張のため代打MC
  - 2019年10月 衣笠アナの夏休み期間中に代打MC、加藤雅也アナの夏休み期間中に代打フィールドキャスターを務めた。
  - 2020年5月 加藤雅也アナの遅めのGW休みに代打フィールドキャスターを務めた。
  - 火曜コーナー「プライムチェック」（2020年）
- 全力応援 スポーツLOVERS（2018年7月 - 2021年9月25日）アシスタント
- ここからっTSS! - ナビゲーター
- STU48のがんばりまSU!（2018年）MC　不定期
- ぜんぶ魅せます!山口ゆめ花博（2018年10月13日）Wエンジンと共にMC
- みよし、どうですか?（2018年11月 - 、#27 #28 #29 #35 #36）リポーター
- スポラバ新春SP 誠也・峻祥のなかよし温泉（2019年1月2日）進行
  - スポラバ新春SP 誠也・峻祥のなかよし温泉 番外編（2019年1月19日）ドッキリ完全版や卓球対決など未公開シーンを放送
- ひろしま満点ママ!!（2019年 - 2021年）
  - 物産展リポーター（2019年）
  - どこいる？LIVE（2019年）リポーター
  - 木曜コーナー「OKIRAKUツアーズ」隔週出演（2020年11月 - 2021年）
  - 「おうちでOHANA」（2020年）
  - 木曜コーナー「もっとGOTO広島」隔週出演（2020年）
  - 木曜コーナー「あなたがジャッジ!きゅんとぴえん」隔週出演（2021年）
- FNN TSS Live News days（2019年4月 - 2021年）
- FNN TSS Live News it!（2019年4月 - 2021年）
- TSSニュースナイト（2019年4月 - 2021年）
- 西村キャンプ場 番外編 たき美人 里奈編（2019年10月）
- 釣りごろつられごろ2019年末総集編～ベテランも釣りガールも大活躍！釣りの楽しさ満点SP～（2019年12月28日）釣りガールデビューし、ベテラン棚田徹アナウンサーと釣り対決
- サンフレッチェ魂2019 ”ホンネ”と”素顔”バレちゃうぞSP（2019年12月29日）司会
- カープ開幕まっとるよSP!全力!達川塾!（2020年6月16日）バイきんぐ西村瑞樹と出演
- TSSライク!（2021年）フィールドキャスター / 天気情報 / ライク!NewsFlash

### CM
- ASH アクターズスクール広島 入学オーディション（2020年、2021年）ナレーション

### 配信
- スポラバCHANNEL（Youtube および ポケットTSS）

### イベント
- フジテレビ ずっとおうえん。プロジェクト（2018年11月18日、広島県三原市 本郷生涯学習センター[19]）西山喜久恵アナウンサー、大川立樹アナウンサーと共に司会
- 広島市南区安全・安心なまちづくりフェスティバル（2018年12月8日、広島産業会館）司会
- 浅野家広島城入城400年 わらび座ミュージカル「茶の夢～宗箇さぁと私～」制作記者発表（2019年5月14日、リーガロイヤルホテル広島）司会